# Червоний замок (Копичинці)
Червоний замок у Копичинцях — втрачена оборонна споруда в м. Копичинцях Копичинецької громади Чортківського району Тернопільської области України.

## Відомості
Розташовувався на природному підвищенні між потічками Стрілка та Крутилів. Замок площею майже 2 гектари оточував високий земляний вал. З північного, східного та південного боків твердиню захищали води річок та ставка, а із заходу тягнулися штучні рови.
Ймовірно, замок збудували з червоного теребовлянського (застіноцького) пісковика, завдяки якому він отримала свою назву. Під час татарських і турецьких набігів зазнавав руйнувань.
Мандрівник Ульріх фон Вердум, який в 1672 році проїжджав через Копичинці, занотував: «… замок лежить на боці, зовсім опустілий».
Відомо, що залишки замку зберігалися до кінця XVIII ст.